# Кульд, Рудольф Александрович
Рудо́льф Алекса́ндрович Кульд (20 марта 1935, (?) — 19 января 2012, Санкт-Петербург) — советский и российский актёр театра и кино, заслуженный артист РСФСР (1976).

## Биография
Рудольф Кульд родился 20 марта 1935 года. В 1957 году окончил Ленинградский театральный институт им. А. Н. Островского (мастерская профессора Б. В. Зона). После учёбы в 1957—1959 годах играл в Русском драматическом театре Таллинна. В Таллине за два сезона он сыграл двенадцать ролей, среди которых Славка («Пять вечеров» А.Володина), Вася («Квадратура круга» В.Катаева), Николай («В поисках радости» В.Розова), Кривой Зоб («На дне» М.Горького) и другие.
В 1959 году Рудольф Кульд был приглашён в Ленинградский академический театр драмы им. А. С. Пушкина (Александринский театр), где он работал до конца жизни. В 1960 годы среди его ролей были такие как Вайнонен («Оптимистическая трагедия» Вс. Вишневского, 1961), Лялин («Друзья и годы» Л.Зорина, 1961), Де-Бризар («Бег» М.Булгакова, 1962), Альбер («Маленькие трагедии» А.Пушкина, 1962), Эгмонт («Перед заходом солнца» Г.Гауптмана, 1963), Якоб («Дикий капитан» Ю.Смуула, 1965), Кондратюк («Тяжкое обвинение» Л.Шейнина, 1966), Шубин и Гийоме («Жизнь Сент-Экзюпери» Л.Малюгина, 1966), Конрад («Много шуму из ничего» В.Шекспира, 1968) и многие другие.
В 1970—1980-е годы будучи зрелым актёром Рудольф Кульд с успехом сыграл такие крупные роли как Рембрандт («Рембрандт» Д.Кедрина, 1977), Буслов («Унтиловск» Л.Леонова, 1978), Нароков («Таланты и поклонники» А.Островского, 1982), Хлопуша («Капитанская дочка» А.Пушкина, 1984), Барклай де Толли («Фельдмаршал Кутузов» В.Соловьёва, 1985). Особой актёрской удачей этого периода стала его роль Белана в спектакле «Мелодия для павлина» О.Заградника (1978), где он играл в дуэте с Александром Борисовым.
За 50 лет работы в Александинском театре (с 1959 по 2012 годы) Рудольф Кульд сыграл около ста ролей.
Скоропостижно скончался 19 января 2012 года Похоронен на Киновеевском кладбище.

## Награды
- Заслуженный артист РСФСР (1976)
- Медаль ордена «За заслуги перед Отечеством» II степени (17 апреля 2006 года) — за большой вклад в развитие театрального искусства и достигнутые творческие успехи[3].

## Работы в театре

### Русский драматический театр Таллинна
- «Пять вечеров» (А. Володин) — Славка
- «Квадратура круга» (В. Катаев) — Вася
- «В поисках радости» (В. Розов) — Николай
- «На дне» (М. Горький) — Кривой Зоб

### Ленинградский театр драмы имени А. С. Пушкина / Александринский театр

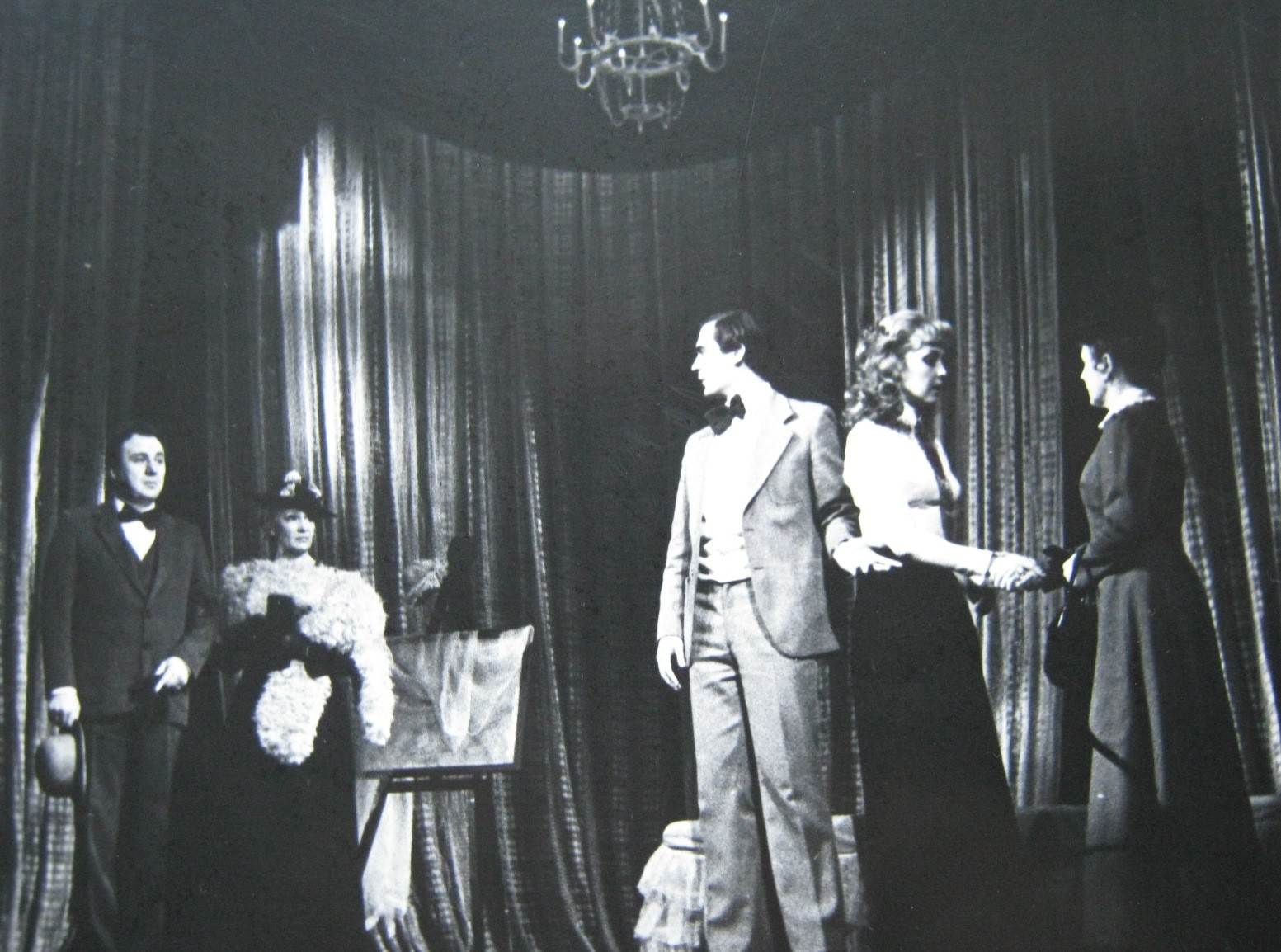
Сцена из спектакля «Ужасные родители». В роли Жоржа Р. Кульд, в роли Ивон Е. Акуличева, в роли Мишеля Н. Буров, в роли Мадлен В. Панина, в роли Лео Н. Мамаева

1. 1961 — «Оптимистическая трагедия» Вс. Вишневского — Вайнонен
2. 1961 — «Друзья и годы» Л. Зорина — Лялин
3. 1962 — «Бег» М. Булгакова — Де-Бризар
4. 1962 — «Маленькие трагедии» А. Пушкина — Альбер
5. 1963 — «Перед заходом солнца» Г. Гауптмана — Эгмонт
6. 1965 — «Дикий капитан» Ю. Смуула — Якоб
7. 1966 — «Тяжкое обвинение» Л. Шейнина — Кондратюк
8. 1966 — «Жизнь Сент-Экзюпери» Л. Малюгина — Шубин и Гийоме
9. 1968 — «Много шуму из ничего» В. Шекспира — Конрад
10. 1977 — «Рембрандт» Д. Кедрина — Рембрандт
11. 1978 — «Унтиловск» Л. Леонова — Буслов
12. 1978 — «Мелодия для павлина» О. Заградника — Белан
13. 1982 — «Таланты и поклонники» А. Островского — Нароков
14. 1984 — «Капитанская дочка» А. Пушкина — Хлопуша
15. 1985 — «Фельдмаршал Кутузов» В. Соловьёва — Барклай де Толли.
16. 1987 — «Дядюшкин сон» Ф. Достоевского — Москалёв
17. 1987 — «Сирано де Бержерак» Э. Ростана — Ле Брэ
18. 1988 — «Торможение в небесах» Р. Солнцева — Бореев
19. 1989 — «Лисистрата» Аристофана — советник
20. 1990 — «Александр Невский» В. Белова — Фёдор Данилович
21. 1990 — «Недоросле» Д. Фонвизина — Вральман
22. 1991 — «Жиды города Питера» братьев Стругацких — Кирсанов
23. 1992 — «Шутники, или похвальное слово Сумарокову» — Сумароков
24. 1994 — «Гамлете» В. Шекспира — Марцелл
25. 1996 — «Платонов» А. Чехова — Петрич
26. 1998 — «Женитьба» Н. Гоголя — Степан
27. 1999 — «Борис Годунов» А. Пушкина — Пимен
28. 2000 — «Пара гнедых» А. Белинского — капельдинер, затем Таковский
29. 2003 — «Три сестры» А. Чехова — Ферапонт
30. 2003 — «Маскарад» М. Лермонтова — Игрок
31. 2005 — «Двойник» Ф. М. Достоевского — камердинер Герасимыч
32. 2006 — «Живой труп» Л. Н. Толстого — лакей
33. 2009 — «Изотов» Михаила Дурненкова — ангел-фокусник
34. 2010 — «Гамлет» В. Шекспира (реж. Валерий Фокин) — второй могильщик
35. 2011 — «Счастье» (реж. А. Могучий и К. Филиппов) — участник оркестра Душ забытых вещей

### Ленинградский государственный театр эстрады
1. 1981 — «Ужасные родители» Ж. Кокто, постановка Г. Егорова — Жорж
2. 1982 — «Пять романсов в старом доме» В. Арро, постановка Г. Егорова — Леонид

### Ленинградский государственный театр им. Ленинского комсомола
1. 1986 — «Кто боится Вирджинии Вулф» Э. Олби, постановка Г. Егорова — Джордж

## Фильмография
1. 1968 — Кориолан
2. 2002 — Агентство «Золотая пуля» (3-я серия «Дело о прокурорше в постели») — Семёныч, сторож
3. 2004 — Сёстры — эпизод
4. 2005 — Вепрь — Белявский Михаил Андреевич, доктор
5. 2005 — Итальянец — сторож
6. 2005 — Фаворит — садовник Ламберти
7. 2006 — Синдикат — эпизод
8. 2007 — Пером и шпагой — эпизод
9. 2008 — Гончие-2 (2-я серия «Охота на невидимку») — эпизод
10. 2008 — Дилер (6-я серия «Портрет неизвестного») — эпизод
11. 2008 — Золото Трои — Арно, директор музея
12. 2008 — Возвращение Синдбада — эпизод
13. 2010 — Врач — Антон Антонович Бражкин, пациент-«кошатник»
14. 2010 — Государственная защита (фильм 1-й «Любой ценой», фильм 3-й «Человеческий фактор») — Семён Семёнович («Дуремар»), осведомитель Малича
15. 2010 — Клеймо — эпизод
16. 2010 — Улицы разбитых фонарей. Менты-10 (21-я серия «Два Червонца») — Миша
17. 2011 — Беглец — Лев Аркадьевич, профессор
18. 2011 — Возмездие — Альберт Карлович
19. 2011 — Государственная защита 2 — Семён Семёнович («Дуремар»), осведомитель Малича
20. 2011 — Настоящие — слепой сосед
21. 2011 — Тайны следствия 9 (фильм 2 «Смерть для служебного пользования») — Геннадий Алексеевич, преподаватель политехнического института
22. 2012 — Служу Советскому Союзу! — Сильванский